# Kurt Tank
Kurt Waldemar Tank (24 febrer 1898 – 5 juny 1983) va ser un enginyer aeronàutic alemany i pilot de proves que va dirigir el departament de disseny de Focke-Wulf del 1931 al 1945. Entre les seves obres hi ha el Focke-Wulf Fw 200 Condor, un avió de passatgers i posteriorment avió de reconeixement de llarg abast i bombarder antivaixells, el caça Focke-Wulf Fw 190 i el caça Focke-Wulf Ta 152. Després de la guerra va continuar treballant com a enginyer, primer a l'Argentina i posteriorment a l'Índia, fins al seu retorn a Alemanya el 1969 on va assessorar a Messerschmitt-Bölkow-Blohm (MBB)

## Biografia

### Joventut
Kurt Tank va néixer a Bromberg (Bydgoszcz) Província de Posen. En esclatar la Primera Guerra Mundial es va presentar com a voluntari i va acabar la guerra com a Tinent i va participar en el Freikorps Märkel fins al 1919. Aquell any reprén els estudis a Charlottenburg i com a estudiant participa a les competicions de planadors que organitzava la Rhön-Rossitten Gesellschaft. Es gradua a Berlín el 1923. Després de completar els estudis, va començar a la Rohrbach Metallflugzeugbau GmbH. Com a cap del departament aerodinàmic i del departament de disseny, va exercir un paper clau en el desenvolupament i les proves dels hidroavions i els avions de transport "Rohrbach Roland". Després de traslladar-se a la "Bayerische Flugzeugwerke" el 1930 com a director de projectes, Tank es va incorporar a Focke-Wulf Flugzeugbau el novembre de 1931 com a cap de l'oficina de disseny i proves de vol. Tank va començar a treballar en el disseny del Fw 44 Stieglitz (Cadernera), un biplà civil de dos places. Va ser el primer disseny comercial amb èxit de Focke-Wulf, llançat el 1934
El 1936 Tank va dissenyar el Focke-Wulf Fw 200 Còndor seguint les especificacions de la Deutsche Luft Hansa. El primer vol va ser el juliol de 1937 després de poc menys d'un any de desenvolupament amb Tank als controls. El Còndor va realitzar un famós vol sense escales de Berlín a Nova York el 1938, demostrant el concepte de viatges aeris transatlàntics. El Còndor seria posteriorment utilitzat com a avió patrulla marítima i bombarder anti-vaixells.

### Segona Guerra Mundial
Durant la Segona Guerra Mundial, Tank va ser un dels dissenyadors més importants d'avions de caça per a la Força Aèria alemanya. El 1939 va començar a dissenyar el caça Fw 190, que el 1941 es va convertir en el segon caça estàndard per a la Luftwaffe al costat del Messerschmitt Bf 109. El 1944, el Reichsluftfahrtministerium (Ministeri de l'Aire alemany) va decidir que les noves designacions d'avions de caça havien d'incloure el nom del dissenyador principal. Per tant, als nous dissenys de Kurt Tank els van donar el prefix Ta. El nou desenvolupament Fw Ta 152 només es va utilitzar esporàdicament el 1945. Tots dos avions, el Fw 190 i el Ta 152, van ser uns dels millors avions de combat del seu temps. Al final de la guerra, va desenvolupar un avió de caça innovador, impulsat per un motor de reacció el Fw Ta 183 Huckebein. Els prototips i documents de construcció capturats pels aliats van tenir una influència important en el desenvolupament del MiG-15 soviètic i del F-86 americà.

### Postguerra

#### Argentina
Al acabar la guerra, Tank va acceptar una oferta del govern de l'Argentina i amb un grup de col·laboradors de Focke-Wulfes va instal·lar a Córdoba, on va dissenyar el Pulqui II basant-se en el Focke-Wulf Ta 183. La caiguda del govern de Juan Domingo Perón fa que la majoria dels dissenyadors vagi a l'Índia.

#### Índia
Des de 1956 va desenvolupar segons una oferta del Govern Indi, com a dissenyador en cap del Madras Institute of Technology (Institut de Tecnologia de Madràs) el HAL HF-24 Marut, un interceptor supersònic, que es va construir en sèrie a Hindustan Aeronautics Ltd. El 1969, torna a Alemanya on assessorà la Messerschmitt-Bölkow-Blohm.